# 卡斯普利亞湖
54°57′51″N 31°35′51″E / 54.9643°N 31.5974°E
卡斯普利亞湖（俄语：Каспля），是俄羅斯的湖泊，位於該國西部斯摩棱斯克州，由斯莫倫斯基區負責管轄，長7公里、寬1公里，面積3.45平方公里，海拔高度160米，集水區面積420平方公里，平均水深2.2米，最大水深4.5米。